# HD 213429
HD 213429 är en dubbelstjärna belägen i den mellersta delen av stjärnbilden Vattumannen. Den har en skenbar magnitud av ca 6,16 och är mycket svagt synlig för blotta ögat där ljusföroreningar ej förekommer. Baserat på parallaxmätning inom Hipparcosuppdraget på ca 39,4 mas, beräknas den befinna sig på ett avstånd på ca 39 ljusår (ca 25 parsek) från solen. Den rör sig närmare solen med en heliocentrisk radialhastighet på ca -10 km/s.

## Egenskaper
Primärstjärnan HD 213429 A är en gul till vit stjärna i huvudserien av spektralklass F8 V. Den har en massa som är ca 1,2 solmassor, en radie som är ca 1,3 solradier och har omkring dubbla solens utstrålning av energi från dess fotosfär vid en effektiv temperatur av ca 6 000 K.
HD 213429 är en spektroskopisk dubbelstjärna. Paret kretsar kring varandra med en omloppsperiod av 631 dygn, med en genomsnittlig separation av 1,74 AE och en excentricitet på 0,38.